# Bolivar (Tennessee)
Bolivar – miasto w Stanach Zjednoczonych, w stanie Tennessee, siedziba administracyjna hrabstwa Hardeman.